# Iryna Žylenková
Iryna (Iraida) Volodymyrivna Žylenková (28. dubna 1941 Kyjev – 3. srpna 2013 Kyjev), ukrajinská básnířka.

## Život
V roce 1964 ukončila studium na Kyjevské univerzitě Tarase Ševčenka a vydala svou první knihu esejů Bukovinské balady.
Je autorkou dvanácti básnických knih, mimo jiné Sólo pro Sofii (1965), Autoportrét v červeném (1971), Okno do zahrady (1978), Koncert pro housle a travičku (1979), Trh divů (1982), Poslední pouliční varhaník (1985), Dívka na plese (1987) Čajový obřad (1987), Večírek ve staré vinárně (1994) a Roční doby (1999). Psala také povídky a poezii pro děti.
Anglické překlady jejích básní od Gladys Evansové vyšly v Antologii sovětské ukrajinské poezie vydané v Kyjevě v roce 1982. Virlana Tkaczová a Wanda Phippsová přeložily její báseň Ve venkovském domě a umělecká skupina Yara Arts Group ji uvedla v rámci programu Spinning Spells: Poetry in Performance. Tento překlad byl publikován ve sborníku In a Different Light: A Bilingual Anthology of Ukrainian Literature.
Byla manželkou Volodymyra Drozda.

## Ocenění
V roce 1987 obdržela literární cenu Volodymyra Sosiura a za básnickou sbírku Verchirka u starii vynarni (Večírek ve staré vinárně) jí byla udělena Státní cena Tarase Ševčenka.